# Reo (Estland)
Reo (ook wel Reomäe genoemd) is een plaats in de Estlandse gemeente Saaremaa, provincie Saaremaa. De plaats heeft de status van dorp (Estisch: küla) en telt 26 inwoners (2021).
Tot in oktober 2017 lag Reo in de gemeente Pihtla. In die maand werd Pihtla bij de fusiegemeente Saaremaa gevoegd.

## Geschiedenis
Reo werd voor het eerst genoemd in 1645 onder de naam bey Reho. In het begin van de 18e eeuw werd een landgoed Reo gesticht. Het was eigendom van de staat tot de landhervorming van 1919. Het landhuis, dat ook uit de 18e eeuw dateert, is bewaard gebleven. Het is in particuliere handen.
In 1873 kreeg Reo een orthodoxe kerk, de Apostel Andrease kirik (Kerk van de Apostel Andreas). De iconostase dateert van 1888. De kerk behoort toe aan de Estische Apostolisch-Orthodoxe Kerk.
In 2012 werd in Reo het orthodoxe nonnenklooster Püha Eelkäija Skiita ingewijd, gewijd aan Johannes de Doper en gevestigd in een voormalige priesterwoning. Het klooster was eerder gevestigd in Ööriku.

## Foto's

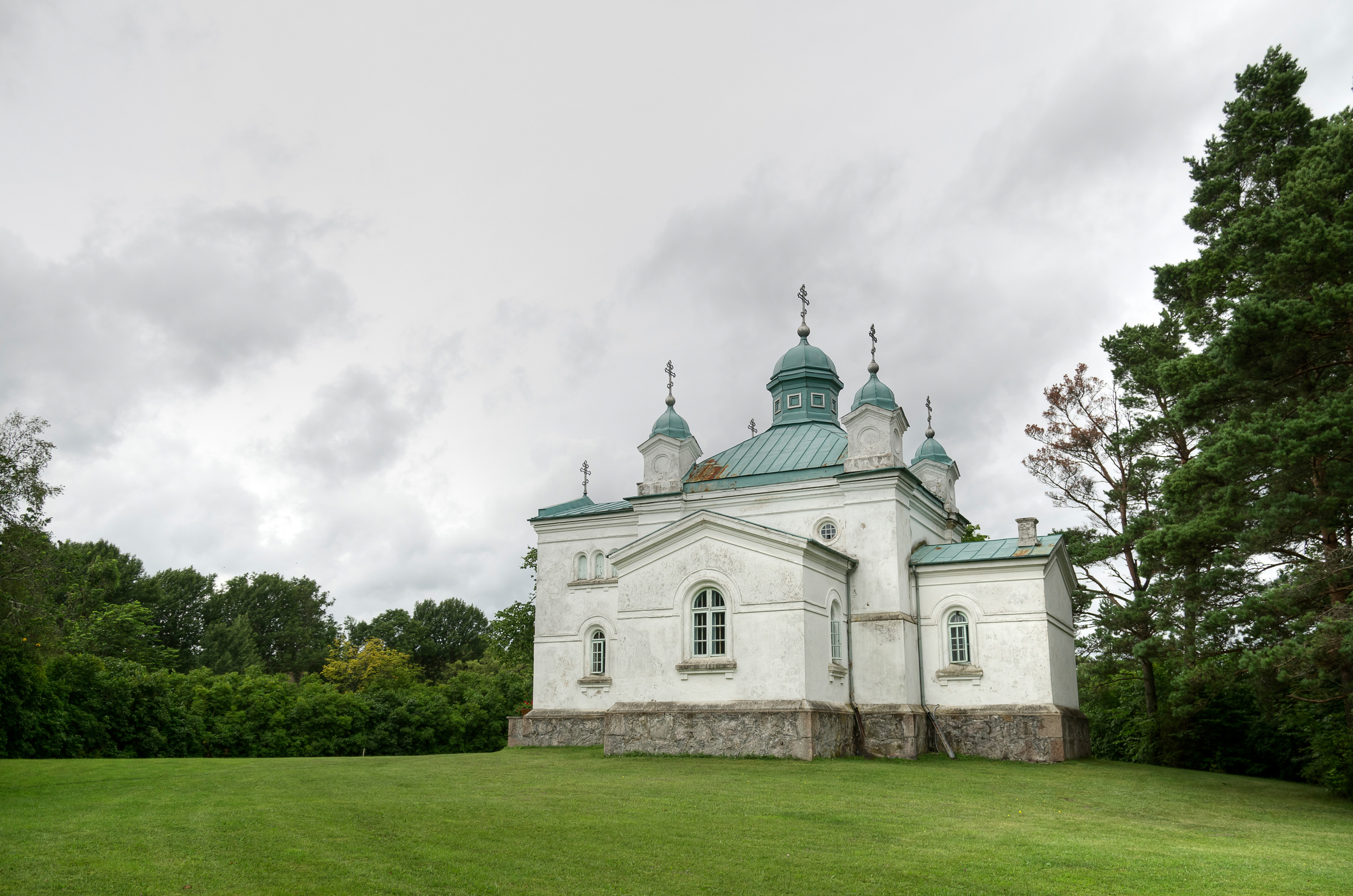
Orthodoxe kerk van Reo
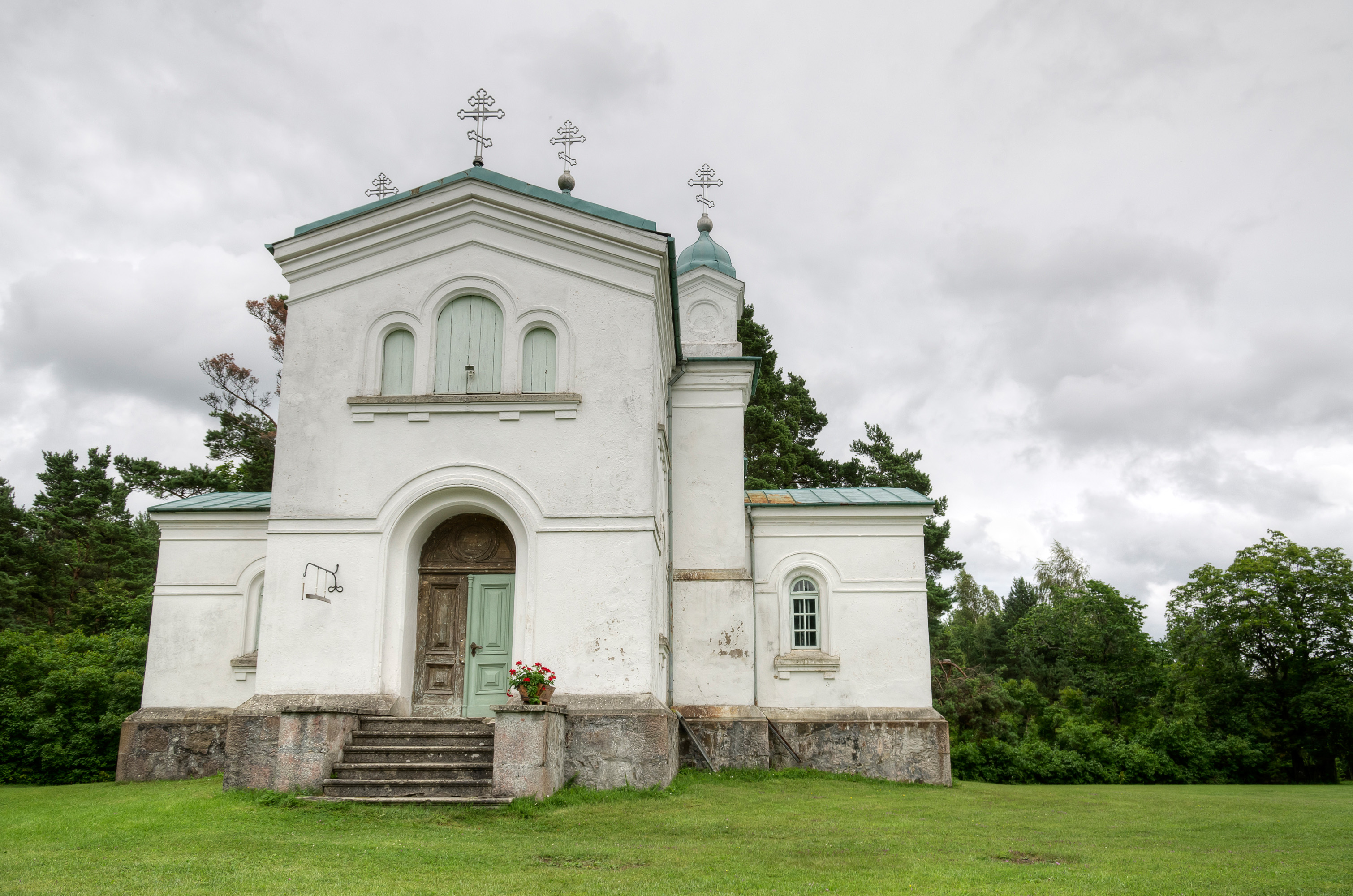
De ingang
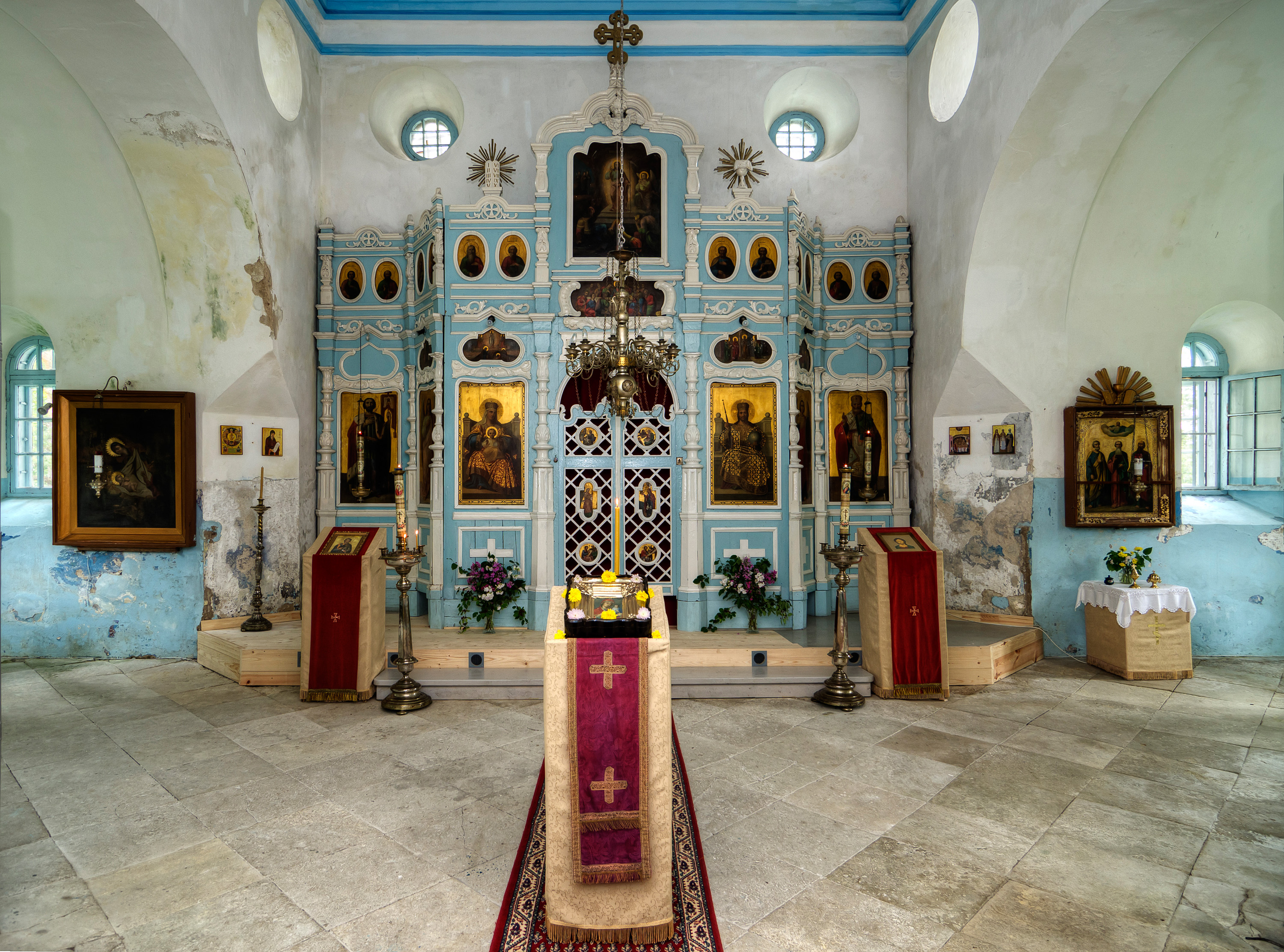
Iconostase
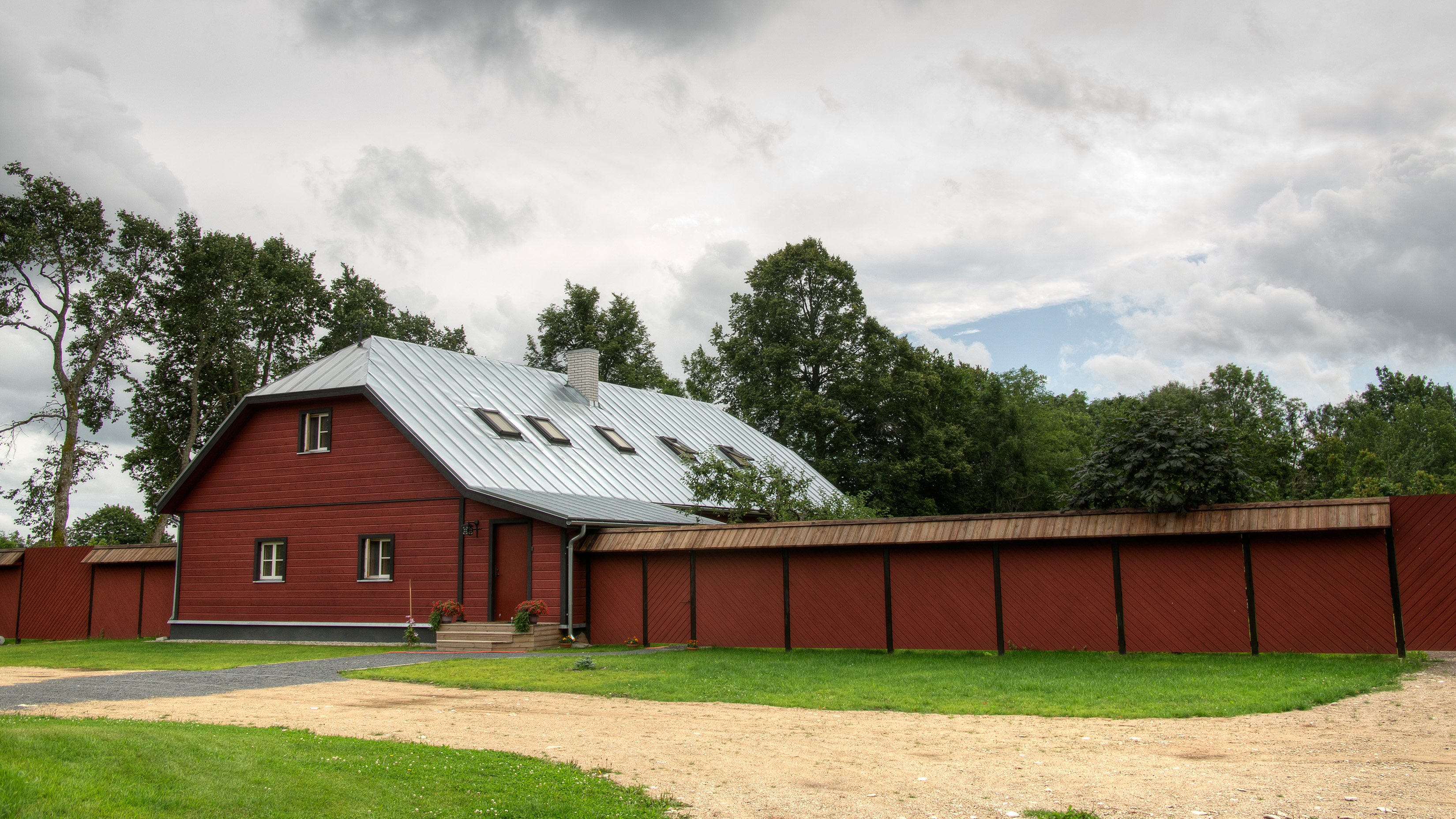
Nonnenklooster van Reo
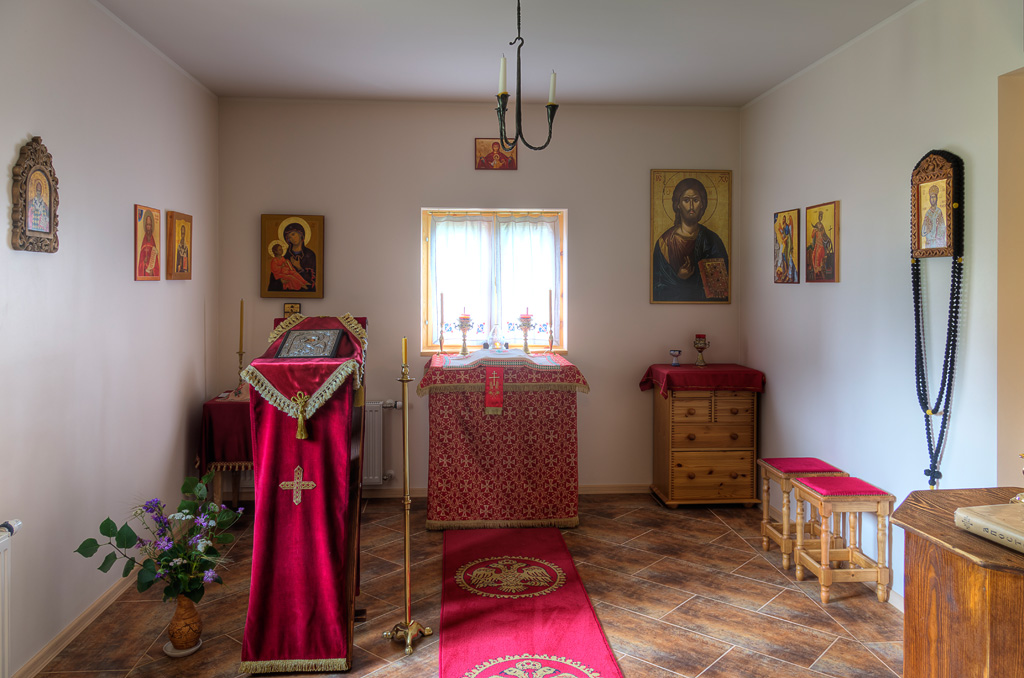
Kapel van het klooster